# Glossosoma pterna
Glossosoma pterna är en nattsländeart som beskrevs av Ross 1947. Glossosoma pterna ingår i släktet Glossosoma och familjen stenhusnattsländor. Inga underarter finns listade i Catalogue of Life.